# Noroceni, Orhei
Noroceni este un sat din cadrul comunei Ghetlova din raionul Orhei, Republica Moldova